# Église Saint-Assiscle de Trouillas
Pour les articles homonymes, voir église Saint-Assiscle et Trouillas.
L'église Saint-Assiscle de Trouillas est une église en partie romane située à Trouillas, dans le département français des Pyrénées-Orientales.